# Rengāli
Rengāli är en ort i Indien.   Den ligger i distriktet Sambalpur och delstaten Odisha, i den centrala delen av landet, 1 000 km sydost om huvudstaden New Delhi. Rengāli ligger 209 meter över havet och antalet invånare är 7 701.
Terrängen runt Rengāli är platt åt nordväst, men åt sydost är den kuperad. Runt Rengāli är det ganska tätbefolkat, med 214 invånare per kvadratkilometer. Rengāli är det största samhället i trakten. Trakten runt Rengāli består till största delen av jordbruksmark.